# معهد موسكو للموسيقى
معهد موسكو للموسيقى أو كونسرفاتوار موسكو أو كونسرفاتوار موسكو الحكومي «تشايكوفسكي» (بالروسية: Московская Государственная Консерватория им. П. И. Чайковского, Moscow) معهد عالي لتعليم الموسيقى في العاصمة الروسية موسكو، تأسس في العام 1866، هو ثاني أقدم كونسرفاتوار في روسيا بعد كونسرفاتوار سانت بطرسبرغ. يعد هذا المعهد إلى جانب معهد سان بطرسبرغ أهم معهدين للموسيقى في البلاد، كما يعتبر واحداً من المعاهد الموسيقية ذات المكانة المرموقة على مستوى العالم.
أُسس في العام 1866 على يد كل من نيكولاي روبنشتاين والأمير نيكولاي بيتروفيتش تروبيتزكوي، حيث كان يحمل اسم «كونسرفاتوار موسكو الإمبراطوري».
عند افتتاحه، عُين تشايكوفسكي أستاذاً للقسم النظري والهارموني، واستمر في شغل هذا المنصب حتى العام 1878. أطلق على المعهد اسم «معهد تشايكوفسكي» منذ العام 1940.
استكملت عملية تحديث القاعة الرئيسية في العام 2011.